# From the Bottom of My Heart (I Love You)
From the Bottom of My Heart is de vierde single van de The Moody Blues.
Het is de eerste single waarvan de A-kant een lied bevatte geschreven door de Moodies zelf. Denny Laine en Mike Pinder schreven tekst en muziek. Ze schreven een liedje vol harmoniezang op de achtergrond, akoestische gitaar, piano en dwarsfluit (voor Ray Thomas). Vanaf deze single verschenen alleen nog singles met hun eigen muziek. Geoff Feakes hoorde in de lange uithalen op het eind (vanaf 3:00) een voorbode van Ian Gillan in Child in Time.
Het lied over blinde liefde werd ondersteund door B-kant My Baby’s Gone, liefdesverdriet, ook geschreven door Laine en Pinder.
Ook From the Bottom haalde de Nederlandse Top 40 niet, wel die in Engeland waar het het midden van de (toen nog) Top 50 haalde; in de Verenigde Staten haalde het 3 weken in de lijsten met een piek van plaats 93 (van de 100).
From the Bottom en My Baby’s Gone verschenen op het album Go Now-The Moody Blues no. 1 dat ongeveer gelijktijdig werd uitgebracht en allerlei los materiaal bevatte (de platenhoes verwees naar From the Bottom) Ze werden wel als bonustracks bijgeperst op cd-versies The Magnificent Moodies.